# Acherongia steineri
Acherongia steineri är en urinsektsart som beskrevs av Christian och ?E. Thibaud 1996. Acherongia steineri ingår i släktet Acherongia och familjen Hypogastruridae. Inga underarter finns listade i Catalogue of Life.